# Bigfoot Junior 2
Bigfoot Junior 2 (titlu original: Bigfoot Family) este un film de animație din 2020 și continuarea primului film Bigfoot Junior. Filmul este regizat de  Ben Stassen și Jeremy Degruson.